# 圣佩德罗德尔皮纳塔尔
圣佩德罗德尔皮纳塔尔，是西班牙穆尔西亚自治区的一个市镇。总面积22平方公里，总人口16678人（2001年），人口密度758人/平方公里。